# Paraxiphopoeus elegans
Paraxiphopoeus elegans är en insektsart som beskrevs av Peláez 1935. Paraxiphopoeus elegans ingår i släktet Paraxiphopoeus och familjen hornstritar. Inga underarter finns listade i Catalogue of Life.